# Первое правительство Пенлеве

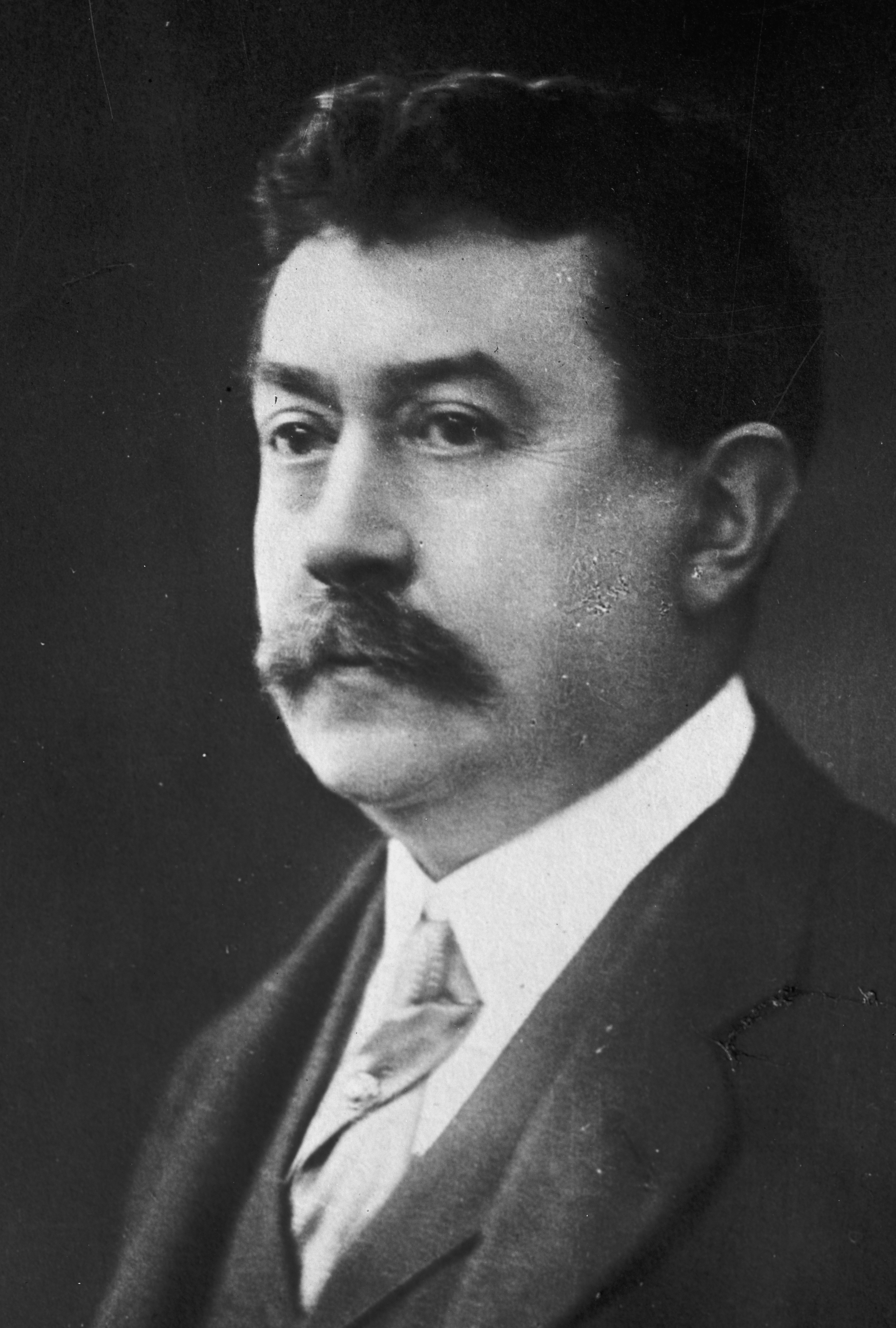
Поль Пенлеве

Первое правительство Пенлеве́ — кабинет министров, правивший Францией 62 дня с 12 сентября по 13 ноября 1917 года , в период Третьей французской республики, в следующем составе:
- Поль Пенлеве — председатель Совета министров и военный министр;
- Александр Рибо — министр иностранных дел;
- Луи Лушёр — министр вооружения и военного производства;
- Теодор Стег — министр внутренних дел;
- Луи-Люсьен Клоц — министр финансов;
- Андре Ренар — министр труда и условий социального обеспечения;
- Рауль Пере — министр юстиции;
- Шарль Шоме — морской министр;
- Даниэль Винсен — министр общественного развития и искусств;
- Фернан Давид — министр сельского хозяйства;
- Морис Лонг — министр поставок продовольствия;
- Рене Беснар — министр колоний;
- Альбер Клавей — министр общественных работ и транспорта;
- Этьен Клементель — министр торговли, промышленности, почт и телеграфов;
- Луи Барту — государственный министр;
- Леон Буржуа — государственный министр;
- Поль Думер — государственный министр;
- Жан Дюпюи — государственный министр.

Изменения
27 сентября 1917 — Анри Франклен-Буйон вступил в министерство как государственный министр.
23 октября 1917 — Луи Барту наследовал Рибо как министр иностранных дел.